# 먼지가 되어
먼지가 되어는 송문상이 작사하고 이대헌이 작곡한 대한민국의 대표적인 발라드 장르의 대중가요이다.

## 개요
1976년 장경수가 작사하고 이대헌이 작곡하여 작곡가 이대헌이 본인의 목소리로 먼저 발표한 곡이다.

### 이미키의 '먼지가 되어'
흔히 먼지가 되어의 원곡가수는 김광석 또는 이윤수로 알려져있지만, 실제 원곡 가수로 알려진 첫번째 리메이크 가수는 이미키이다. 1987년 이미키가 <지성과 사랑>에 취입하면서 본격적인 대중가요가 되기 시작했다. 원곡은 까끌까끌한 전기 기타 솔로와 신시사이저가 주도하는 느긋한 발라드이다. 이미키와 송문상은 데뷔 직전에 결혼하였으며, 송문상은 이후 이미키의 소속사 관계자로 오랜 교류를 갖게 된다. 이미키 4집의 추신으로는, 데뷔 이후 송문상 단독으로 나간 모든 작품들은 모두 이미키와 송문상의 공동 작업물이다. 송문상이 코러스로 여러차례 참여하였는데, '먼지가 되어'에서도 송문상이 첫소절을 부르면서 시작한다.

### 이윤수의 '먼지가 되어'
1991년 이윤수가 송문상 작사/함춘호 편곡으로 리메이크하여 불렀다. 이 노래는 <90 창신동 그리고...>에 수록되어 있다. 초기에는 잘 알려지지 않았으나 이윤수가 발표한 뒤로 차츰 인기를 얻기 시작했다.

### 김광석의 '먼지가 되어'
대중들에게 가장 널리 알려진 버전이다. 1996년 김광석이 편곡하여 자신의 앨범 <김광석 노래이야기>에 수록하였다.

### 럼블피쉬의 '먼지가 되어'
럼블피쉬는 이것을 락으로 편곡하여 불렀다.

### 로이킴, 정준영의 '먼지가 되어'
2012년 로이킴과 정준영이 슈퍼스타 K4에서 이를 리메이크하여 불렀다. 처음에는 기타로 시작하다가 뒤에 락으로 바뀌는 포크 록 장르란 것이 특징이다. 이 여파로 김광석의 먼지가 되어의 인기가 더 오르기 시작했고, 원곡가수 이미키는 로이킴을 "자신의 노래를 가장 잘 소화해 낸 가수"라며 칭찬했다.